# آوگوست آیگروبر
آوگوست آیگروبر (به آلمانی: August Eigruber) (زاده ۱۶ آوریل ۱۹۰۷ – درگذشته ۲۸ مه ۱۹۴۷) یک سیاستمدار آلمانی در دوره رایش سوم و از سال ۱۹۳۸ تا سال ۱۹۴۵ گاولایتر اوبراسترایش بود.

## زندگی‌نامه
وی در اشتایر در امپراتوری اتریش-مجارستان زاده شد. در نوامبر ۱۹۲۲ به سازمان جوانان ناسیونال سوسیالیست کارگری اتریش و در آوریل ۱۹۲۸ به حزب نازی پیوست. وی به سبب فعالیت در این حزب که از طرف دولت اتریش غیرقانونی اعلام شده بود، به چندین ماه زندان محکوم شد. وی اندکی پس از آنشلوس به اس‌آ پیوست و به درجه بریگادفورر رسید.
آیگروبر در ۲۲ مه ۱۹۳۸ با درجه اشتاندارتنفورر به اس‌اس منتقل شد. در همان سال گاولایتر اوبراسترایش شد و در ۱ آوریل ۱۹۴۰ رایشستات‌هالتر دانوب شمالی شد. در ژوئن ۱۹۴۳ به درجه اس‌اس-اوبرگروپنفورر رسید.
وی پس از تسلیم بی قید و شرط آلمان در پایان جنگ جهانی دوم در مه ۱۹۴۵ در سالزکامرگوت توسط نیروهای ارتش ایالات متحده آمریکا دستگیر شد. در دادگاه نورنبرگ به عنوان شاهد شرکت داشت. وی دادگاه‌های اردوگاه ماوتهاوزن و دادگاه‌های داخائو به سبب جنایات در اردوگاه کار اجباری ماوتهاوزن به جنایت علیه بشریت متهم و به اعدام با طناب دار محکوم شد. حکم وی در زندان لاندسبرگ در ۲۸ مه ۱۹۴۷ اجرا شد.